# Johann Bernhard Siemerding

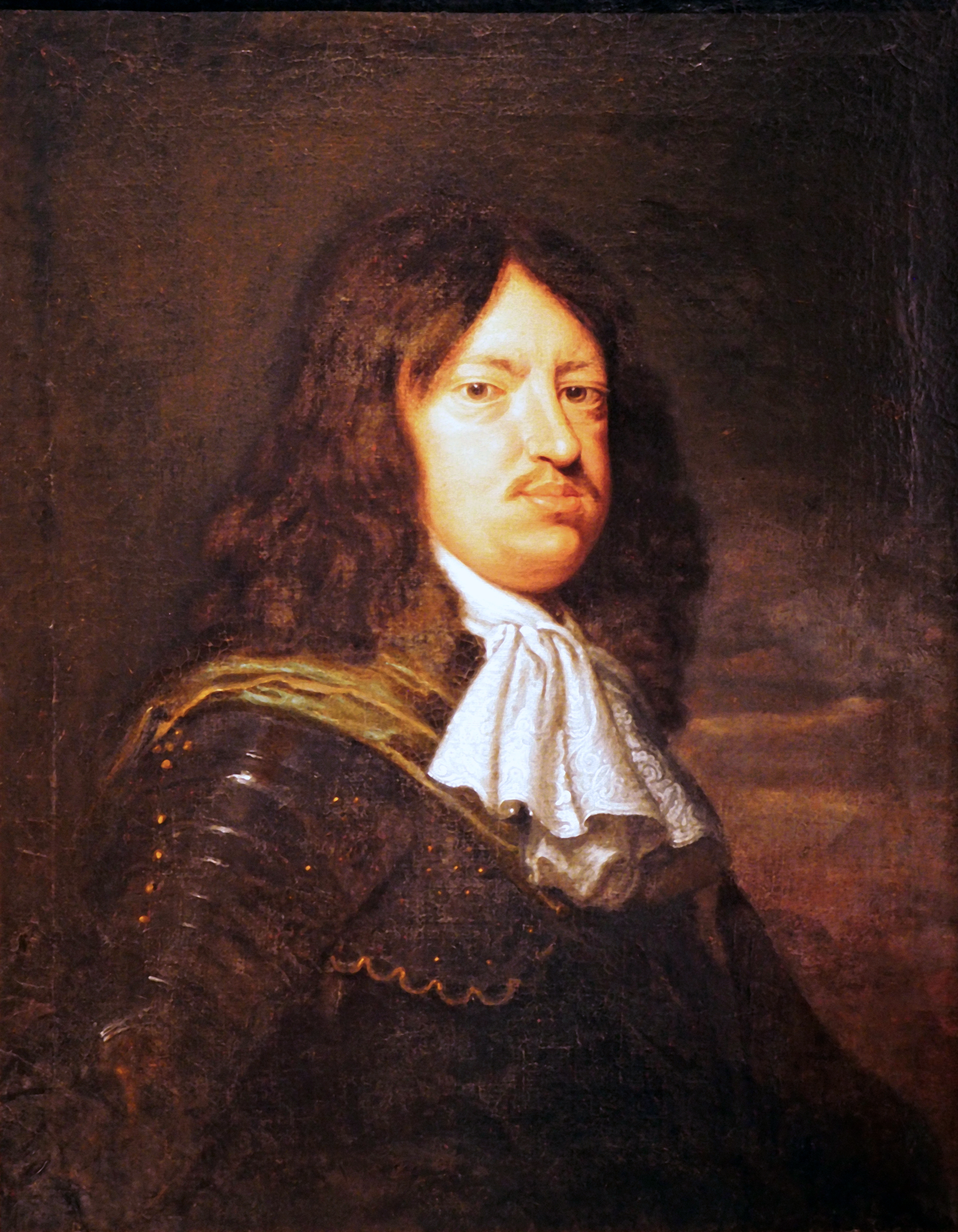
Brustbild des Herzogs Christian Ludwig von Braunschweig-Lüneburg, 1716, Residenzmuseum im Celler Schloss

Johann Bernhard Siemerding (auch: Johann Bernhard Simerding und Johann Bernhard Simerdink sowie Johann Bernhard Siemerdinck; * vor 1698; † 8. März 1744 in Neuenhäusen, Celle) war ein deutscher Maler.

## Leben

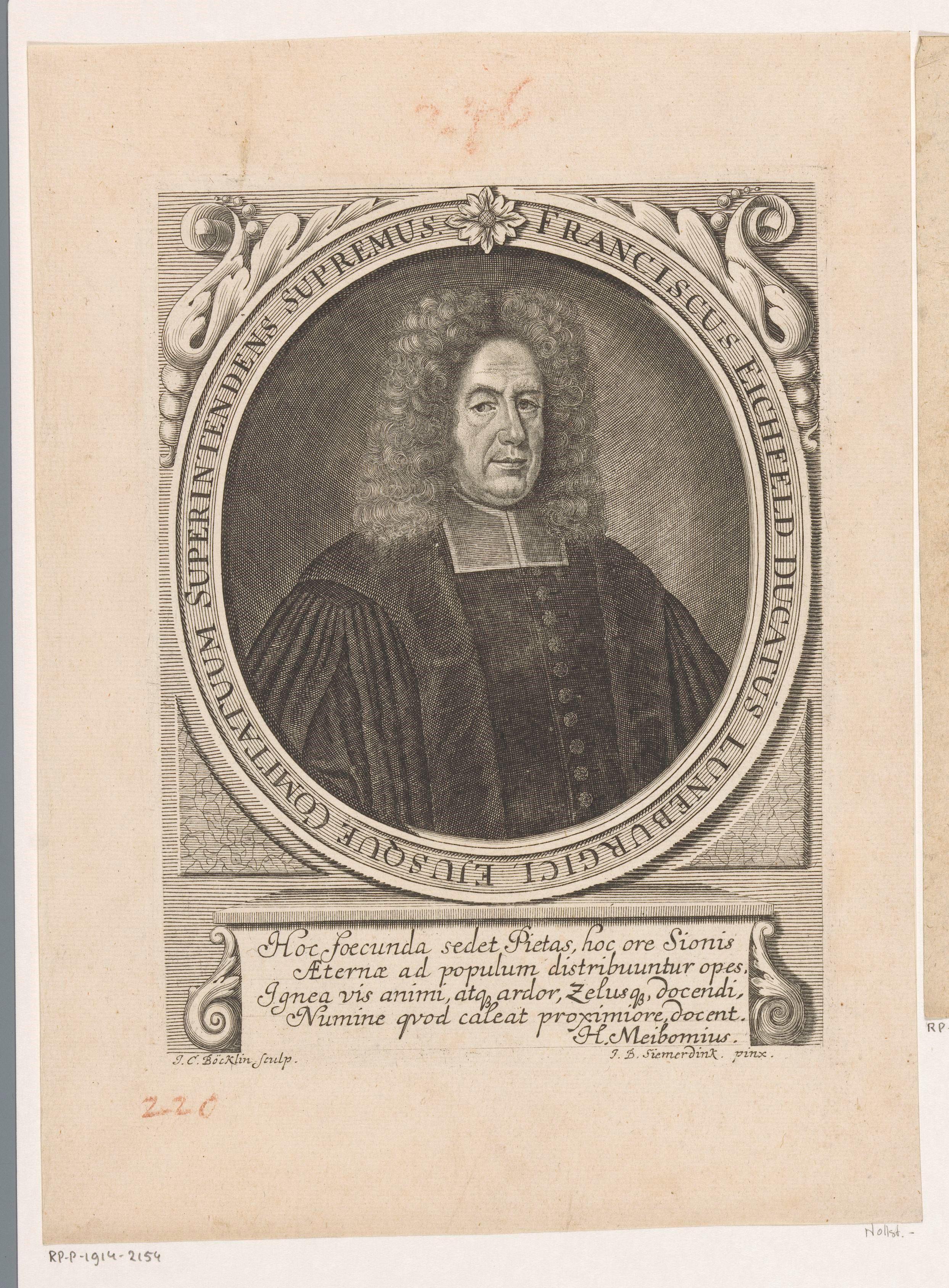
Brustbild des Franz Eichfeld;
gestochen von Johann Christoph Boecklin nach Siemerding

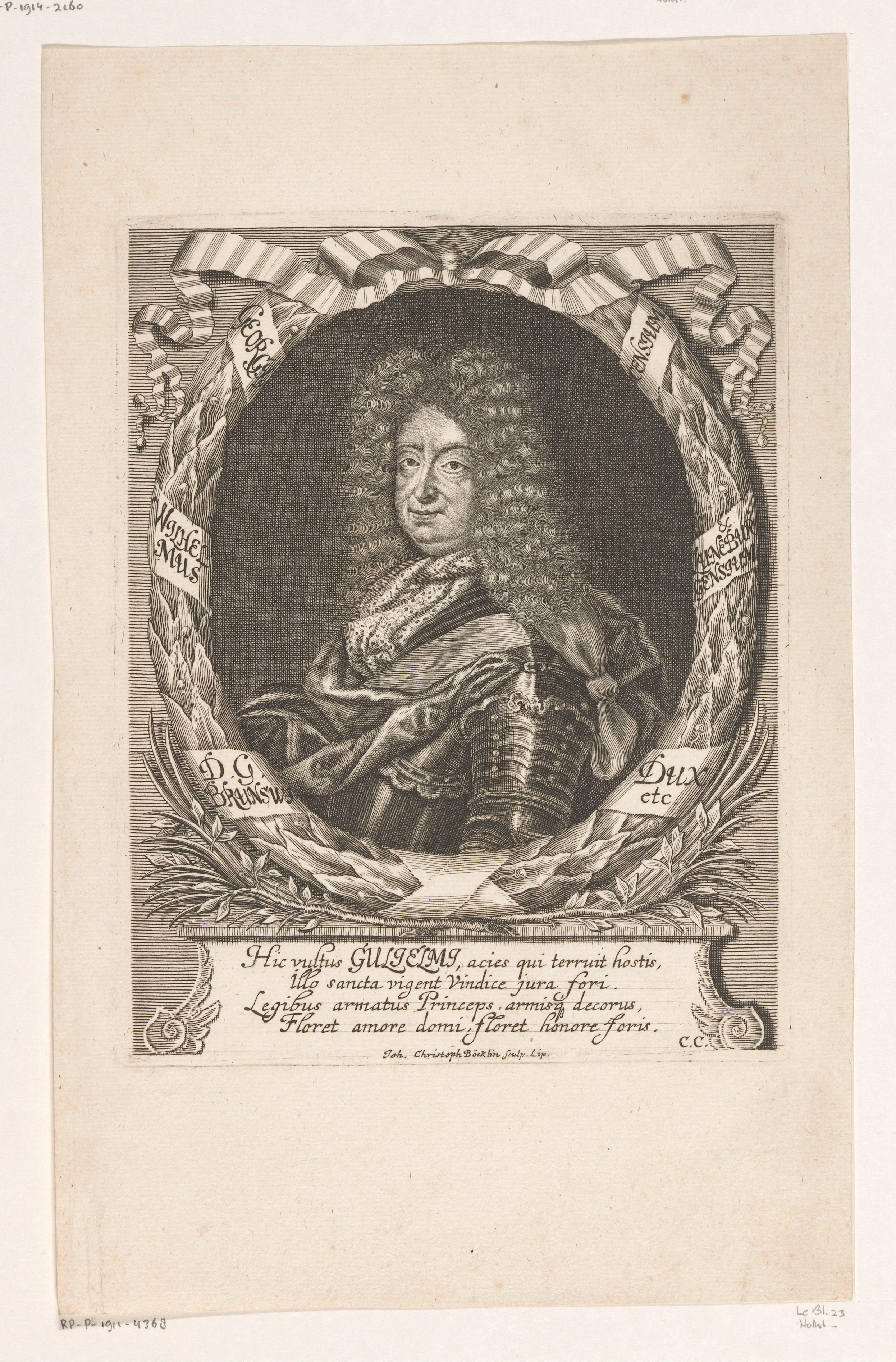
Porträt des Herzogs Georg Wilhelm von Braunschweig-Lüneburg;
Stich von Boecklin nach Siemerding

Johann Bernhard Siemerding war ein Sprössling der aus Hannover stammenden Künstlerfamilie Siemerding. Er blieb insbesondere als Porträtmaler bekannt.

## Bekannte Werke (Auswahl)
- 1698: Herzog Georg Wilhelm von Braunschweig-Lüneburg, Ganzfigurbildnis
- 1715: König Georg I. von Großbritannien
- 1716: Herzog Christian Ludwig von Braunschweig-Lüneburg, Residenzmuseum im Celler Schloss
- 1733: König Georg II. von Großbritannien
- Franz Eichfeld (1635–1707)[1]
- Heinrich Philipp Guden(ius) (1676–1742)[1]
- Georg Friedrich von Marquart (1672–1740)[1]